# 荊棘冠教堂
荊棘冠教堂（英語：Thorncrown Chapel）是一座位於阿肯色州卡洛爾縣尤里卡泉的小聖堂，由建築師尤理·費瑞·瓊斯於1980年設計建造。  

## 外部連結
- Thorncrown Chapel （页面存档备份，存于） 官方網站
- Thorncrown Chapel （页面存档备份，存于） 線上偉大建築
- Thorncrown Chapel （页面存档备份，存于） 美國建築學會